# Biserica „Sfânta Treime” din Chirsova
Biserica „Sf. Treime” este o biserică amplasată în Chirsova, Găgăuzia, Republica Moldova. Este un monument arhitectural de importanță națională inclus în Registrul monumentelor Republicii Moldova ocrotite de stat cu nr. 239 (raionul Comrat). Datează din 1886.